# リモコン・キッズ
『リモコン・キッズ』（原題: Remote）は、1993年に公開されたテッド・ニコラウによるアメリカ合衆国のコメディー・ファミリー映画作品。 日本では、1994年2月25日にオリジナルビデオとしてリリースされた。 CIC･ビクタービデオ日本ではVHSで映画をリリースしました。

## キャスト
| 役名                 | オリジナル英語版 俳優      | 日本語吹替版 |
| -------------------- | -------------------------- | ------------ |
| ランディ・メイソン   | クリス・カラーラ           |              |
| マルティ・メイソン   | ダーヤ・ラグルス           |              |
| ジュディ・ライリー   | ジェシカ・ボーマン         |              |
| デルバート・マッコイ | ジョン・ディール           |              |
| ルイス・マリネリ     | トニー・ロンゴ             |              |
| リッチー・マリネリ   | スチュアート・フラットキン |              |
| ベン                 | ジョーダン・ベルフィ       |              |

## スタッフ

### 元のスタッフ
- 製作: チャールズ・バンド
- 監督: テッド・ニコラウ
- 脚本: マイク・ファロー
- 撮影: アドルフォ・バートリ
- 音楽: リチャード・バンド

### 日本語吹替スタッフ
- 日本語版制作：パラマウント・ジャパン/CIC･ビクタービデオ （日本VHS版）
- 演出：????
- 翻訳：????
- 調整：????
- 制作：????